# 魣鱈
令魚，為輻鰭魚綱鱈形目江鱈科的其中一種，分布於西北大西洋區，包括格陵蘭至加拿大；東北大西洋區，包括巴倫支海至摩洛哥、地中海西北部海域，棲息深度100-1000公尺，本魚下頜比上頜長; 觸鬚短於眼直徑，背面灰褐色到腹側白色，垂直的鰭在後部部分深色且有灰白的邊緣，體長可達200公分，為底棲性魚類，棲息在岩石底質海域，屬肉食性，以魚類、甲殼類、海星等為食，可做為食用魚及遊釣魚。

## 擴展閱讀
維基物種上的相關：魣鱈